# باشگاه والیبال آریس
باشگاه والیبال آریس (انگلیسی: Aris Volleyball Club) یک باشگاه در تسالونیکی یونان، بخشی از باشگاه ورزشی آریس تسالونیکی است. آریس در لیگ A1 حضور دارد و یکی از تیم‌های تاریخی یونان است.